# Espacio de Lindelöf
En matemáticas un espacio de Lindelöf es un espacio topológico que satisface la siguiente propiedad: cada recubrimiento abierto contiene un subrecubrimiento numerable. Esa definición es una generalización del concepto de   compacidad.
El Espacio de Lindelöf se nombró de este modo por el matemático finés Ernst Leonard Lindelöf.

## Propiedades
- Todo subespacio cerrado de un espacio de Lindelöf es también de Lindelöf. Sin embargo, un subespacio abierto no es necesariamente de Lindelöf.[1]
- El producto de un compacto por un Lindelöf es también Lindelöf.
- El producto de dos Lindelöf no necesariamente es Lindelöf.
- Todo espacio ANII es de Lindelöf y todo espacio metrizable y separable es de Lindelöf.[2]

## Ejemplos
- Cualquier espacio compacto.
- {\displaystyle \mathbb {R} ^{n}} para cualquier número natural {\displaystyle n}.
- Cualquier conjunto con la topología cofinita.[3]
- Cualquier espacio cuyo número de elementos sea finito o infinito numerable.